# Gossip Girl (5.ª temporada)
A quinta temporada da série de televisão americana de drama adolescente Gossip Girl estreou na The CW em 26 de setembro de 2011, e terminou em 14 de maio de 2012, consistindo um total de 24 episódios. Baseado na série de livros do mesmo nome de Cecily von Ziegesar, a série foi desenvolvida para a televisão por Josh Schwartz e Stephanie Savage. A The CW renovou oficialmente a série para uma quinta temporada em 26 de abril de 2011.
Mais tarde foi anunciado que Taylor Momsen, que interpretou Jenny Humphrey desde o piloto, e Jessica Szohr, que se juntou à série como Vanessa Abrams na primeira temporada, não voltariam para a quinta temporada como regulares.
Com a confirmação do cronograma de 2011-12, a The CW anunciou que Gossip Girl voltaria às segundas-feiras às 20:00 como uma introdução para Hart of Dixie.

## Enredo
A temporada começou com Serena, Chuck e Nate de férias na Califórnia, onde conheceram a personagem Diana. Já Blair e Dan passaram o verão como amigos próximos, algo que nunca tinha acontecido. A temporada começou também com a bombástica notícia de que Blair estava grávida. Ela escondeu a gravidez, mas depois assumiu perante a realeza. Por outro lado, Vanessa publicou o livro de Dan sem o seu consentimento, o que faz todos os colegas de Dan ficarem chateados com ele pois o livro era, indiretamente, sobre a história deles e a boa vida das famílias ricas de Manhattan. Apesar disso, o livro tornou-se um sucesso, e foi a partir daí que Dan ganhou fama como escritor.
Na primeira parte da temporada, foram feitos os preparativos para o casamento real de Blair e Louis, mas dúvidas sobre de quem era o bebê e se ainda gostava de Chuck surgiam em sua cabeça. Infelizmente, Blair perdeu o bebê num acidente de carro enquanto tentava fugir com Chuck. No 13º episódio, Blair casou-se com Louis, mas logo percebeu que o casamento deles seria uma farsa e que o real amor de sua vida era Chuck. 
Mais tarde, Blair teve uma relação secreta com Dan, mas não durou muito tempo, e ela conseguiu se divorciar de Louis. Esta temporada também foi muito acerca da personagem Charlie. Ao longo do tempo, ela fingiu ser da família, sendo descoberta várias vezes, portanto, no episódio 16, os van der Woodsen descobrem que ela era uma atriz contratada para que a verdadeira filha de Carol não conhecesse o estilo de vida dos socialites. Mais tarde, a família conheceu a verdadeira Lola Rhodes, que se mostrou uma super simpática que também tinha o sonho de ser atriz. 
Ao longo da temporada, Serena tentou descobrir quem era a Gossip Girl e chegou a pensar que era Georgina, mas não. Também ao longo da temporada, Nate trabalhou como o dono do NYSpectator.
O final da 5º temporada foi cheio de surpresas e revelações: Lola é, na verdade, filha de William van der Woodsen (pai de Serena), o que as torna meias-irmãs. Também é revelado que a verdadeira mãe de Chuck é Diana Paine. O epílogo desta temporada também conta com o fim do casamente de Lily e Rufus; a volta de Bart Bass; Nate e Lola juntos; Dan e Serena solteiros e Blair e Chuck juntos novamente. Além disso, Cece Rhodes, avó de Serena e Erick e mãe de Lily, vem a falecer no 22º episódio.

## Elenco e personagens

### Elenco regular
- Blake Lively como Serena van der Woodsen
- Leighton Meester como Blair Waldorf
- Penn Badgley como Dan Humphrey
- Chace Crawford como Nate Archibald
- Ed Westwick como Chuck Bass
- Kaylee DeFer como  Charlie Rhodes
- Kelly Rutherford como  Lily Humphrey
- Matthew Settle como Rufus Humphrey
- Kristen Bell como Gossip Girl (não creditado)

### Regulares recorrentes
- Michelle Trachtenberg como Georgina Sparks
- Margaret Colin como Eleanor Waldorf-Rose
- Zuzanna Szadkowski como Dorota Kishlovsky
- Elizabeth Hurley como Diana Payne
- Ella Rae Peck como Lola Rhodes

### Elenco recorrente
- Hugo Becke como Louis Grimaldi
- Joane Whalley como Sophie Grimaldi
- Roxane Mesquita como Beatrice Grimaldi
- Sheila Kelley como Carol Rhodes
- Brian J. Smith como Max Harding
- Wallace Shawn como Cyrus Rose
- Alice Callahan como Jessica Leitenberg
- Amanda Setton como Penelope Shafai
- Nan Zhang como Kati Farkas

### Elenco convidado
- Michael Michele como Jane
- Zoë Bell como ela mesma
- Caroline Lagerfelt como Cece Rhodes
- Aaron Tveit como Tripp van der Bilt
- William Baldwin como William van der Woodsen
- Desmond Harrington como Jack Bass
- Robert John Burke como Bart Bass

## Episódios
| N.º na série | N.º na temp. | Título                                                              | Dirigido por     | Escrito por          | Exibição original       | Audiência (milhões) |
| --- | ------------ | ------------------------------------------------------------------- | ---------------- | -------------------- | ----------------------- | ------------------- |
| 88 | 1            | "Yes, Then Zero" "(Sim e Acabou)"                                   | Mark Piznarski   | Joshua Safran        | 26 de setembro de 2011  | 1.37                |
| Serena adora seu novo trabalho em Hollywood, mas faz um passo em falso quando ela tenta impressionar seu chefe. Chuck e Nate chegam em Los Angeles como a última parada de sua viagem de Verão, juntando Serena em uma glamourosa festa de Hollywood Hills, onde Nate conhece uma mulher sexy mais velha. Blair e Louis retornam de Monaco e começam, a planejar seu casamento real, mas quando Louis se recusa a enfrentar a sua família e apoia as escolhas de Blair, a sua fraqueza ameaça o relacionamento. Uma revista está planejando publicar um trecho do livro de Dan, até uma improvável aliada ajudá-lo a "matar a história". |              |                                                                     |                  |                      |                         |                     |
| 89 | 2            | "Beauty and the Feast" "(A Bela e a Festa)"                         | Mark Piznarski   | Sara Goodman         | 3 de outubro de 2011    | 1.34                |
| Nate reata de forma inesperada com Diana, que lhe oferece uma excelente oportunidade . Serena obriga Charlie a decidir qual mundo ela quer. Dan procura Chuck para ajudá-lo na publicação do livro, mas descobre que é Chuck quem precisa de ajuda. A futura cunhada de Blair, Beatrice, chega de Mônaco, mas seus motivos com Blair pode ser mais do que apenas conhecê-la. No fim do episódio Blair diz a Dan que está grávida e não bulímica, como ele pensava, e Beatrice a escuta. |              |                                                                     |                  |                      |                         |                     |
| 90 | 3            | "The Jewel of Denial" "(A Joia da Negação)"                         | Larry Shaw       | Amanda Lasher        | 10 de outubro de 2011   | 1.27                |
| Nate deve se decidir em cruzar as 'linhas da moral' a pedido de Diana. Dan descobre quem publicou seu livro e procura ajuda para impedi-lo, mas acaba no centro das atenções de qualquer jeito. Chuck ajuda Dan a chegar a um acordo com seu destino, assim como Dan continua a tentar ajudá-lo a quebrar seu bloqueio emocional. Serena e Charlie retornam ao UES da Califórnia. Chuck confronta Blair sobre quem é o pai do bebê. |              |                                                                     |                  |                      |                         |                     |
| 91 | 4            | "Memoirs of an Invisible Dan" "(Memórias de Um Dan Invisível)"      | Tate Donovan     | Amy B. Harris        | 17 de outubro de 2011   | 1.16                |
| Depois de muita reflexão, Dan decide reunir Serena, Blair, Nate, Chuck, Rufus e Lily para revelar a verdade sobre seu livro na esperança de que eles vão apoiá-lo em sua festa do seu livro. Enquanto isso, Blair e Louis discutem após Louis ler o livro de Dan. Diana descobre informações incriminatórias sobre um dos amigos de Nate e usa isso para sua vontade. |              |                                                                     |                  |                      |                         |                     |
| 92 | 5            | "The Fasting and the Furious" "(Famintos e Furiosos)"               | Joe Lazarov      | Peter Elkoff         | 24 de outubro de 2011   | 1.36                |
| No meio da celebração do Yom Kippur com família e amigos, Blair e Louis se encontram no meio de um obstáculo envolvendo a família dele. A chefe de Serena a coloca em uma situação constrangedora, onde ela deve escolher entre seu trabalho e sua relação com Dan. Diana prepara a sua estréia no The New York Spectator, mas infelizmente uma surpresa de última hora aparece e ela espera que Nate faça algo para salvar o dia. |              |                                                                     |                  |                      |                         |                     |
| 93 | 6            | "I Am Number Nine" "(Eu Sou o Número Nove)"                         | Andy Wolk        | Jake Coburn          | 7 de novembro de 2011   | 1.26                |
| Blair faz uma espécie de competição com suas "minions" e Charlie a fim de selecionar as suas possíveis damas de honra. Nate está cansado de manter sua relação com Diana em segredo, então ele decide usar Charlie para deixá-la com ciúmes. A chefe de Serena está determinada a conseguir os direitos do livro de Dan para fazer um filme, então Serena deverá colocar seus sentimentos por Dan de lado para fechar negócio. |              |                                                                     |                  |                      |                         |                     |
| 94 | 7            | "The Big Sleep No More" "(Gente Grande Não Cochila)"                | Vince Misiano    | Dan Steele           | 14 de novembro de 2011  | 1.24                |
| Vários dos nossos Upper East Siders favoritos vão a uma performance de uma experiência teatral provocativa, "Sleep No More", que se resume em máscaras, anonimato e alguns twists no fim da noite. Enquanto isso, Diana coloca Serena no meio da sua luta para destruir a Gossip Girl. Dan está fora, no tour de seu livro, porém as coisas não são como aparenta para seus amigos e família. |              |                                                                     |                  |                      |                         |                     |
| 95 | 8            | "All the Pretty Sources" "(Todas as Belas Fontes)"                  | Cherie Nowlan    | Austin Winsberg      | 21 de novembro de 2011  | 1.35                |
| Serena trabalha duro preparando um chá de noivado dos sonhos para Blair, mas não é surpresa que Serena liberou falsas informações sobre ele para esconder os detalhes dela. Chuck e Dan decidem passar o dia juntos para se distrair, uma vez que não foram convidados para a festa de Blair. Nate e Serena descobrem uma "arma poderosa" na guerra de Diana contra Gossip Girl, mas não sabem se devem usar ou não. Max descobre quem realmente Ivy é. As fontes da Garota do Blog são finalmente reveladas. |              |                                                                     |                  |                      |                         |                     |
| 96 | 9            | "Rhodes to Perdition" "(A Caminho da Perdição)"                     | Andrew McCarthy  | Natalie Krinsky      | 28 de novembro de 2011  | 1.32                |
| Lily, Charlie e Serena decidem antecipar a festa do Studio 54 que está homenageando CeCe. Nate consegue uma nova posição no Spectator, mas sua primeira grande história será sobre alguém que ele conhece muito bem. Blair procura uma pessoa inesperada para conseguir ajuda. |              |                                                                     |                  |                      |                         |                     |
| 97 | 10           | "Riding in Town Cars with Boys" "(Andando de Carro com os Garotos)" | Vince Misiano    | Amanda Lasher        | 5 de dezembro de 2011   | 1.28                |
| Lily faz uma festa para apresentar Charlie oficialmente a sociedade nova-iorquina. Dan decide que talvez seja hora de dizer a Blair a verdade sobre seus sentimentos por ela. |              |                                                                     |                  |                      |                         |                     |
| 98 | 11           | "The End of the Affair?" "(O Fim do Caso?)"                         | Michael Grossman | Sara Goodman         | 16 de janeiro de 2012   | 1.29                |
| Os flashbacks de Blair revelam as consequências de seu acidente de carro e de Chuck. Nate percebe que esse acidente pode ter sido tramado. Enquanto isso, Lily recebe um detetive particular para localizar Charlie, e Vera Wang faz uma aparição com o vestido do casamento de Blair. |              |                                                                     |                  |                      |                         |                     |
| 99 | 12           | "Father and the Bride" "(O Padre e a Noiva)"                        | Amy Heckerling   | Peter Elkoff         | 23 de janeiro de 2012   | 1.11                |
| Blair se prepara para sua Festa de Solteira antes de seu casamento real, mas algumas coisas podem tornar essa noite inesquecível. Depois de descobrir a verdade por trás do acidente de carro de Chuck e Blair, Nate une forças com um aliado surpreendente para reunir as provas. Serena e Dan fingem estar namorando novamente para proteger alguém próximo a eles. |              |                                                                     |                  |                      |                         |                     |
| 100 | 13           | "G.G."                                                              | Mark Piznarski   | Joshua Safran        | 30 de janeiro de 2012   | 1.39                |
| O episódio começa com uma sequência de sonho musical com Serena, Blair e todos os homens em suas vidas. Além disso, enquanto Chuck luta com a realidade de que Blair está prestes a caminhar até o altar com o príncipe Louis, o retorno de Georgina Sparks pode tornar o casamento real em um desastre real. |              |                                                                     |                  |                      |                         |                     |
| 101 | 14           | "The Backup Dan" "(Dan Quebra-Galho)"                               | David Warren     | Matt Whitney         | 6 de fevereiro de 2012  | 1.25                |
| Blair deve tomar uma decisão difícil sobre seu futuro, cujas consequências poderiam prejudicar aqueles que ela mais ama. Serena leva a culpa por um incidente com Gossip Girl para proteger alguém que ama. Georgina cheira o perfume de escândalo e decide seguir seu rastro. |              |                                                                     |                  |                      |                         |                     |
| 102 | 15           | "Crazy, Cupid, Love" "(Cupido Louco)"                               | Matt Penn        | Austin Winsberg      | 13 de fevereiro de 2012 | 1.13                |
| É Dia dos Namorados no Upper East Side e Blair não pode resistir e brinca de cupido para alguém que ela ama. Georgina tem a intenção de agitar mais drama, então ela decide arruinar a festa de Dia dos Namorados de Nate. Enquanto isso, Serena está chocada com algo que ela testemunha na festa. |              |                                                                     |                  |                      |                         |                     |
| 103 | 16           | "Cross Rhodes" "(Caminhos Cruzados)"                                | John Terlesky    | Amy B. Harris        | 20 de fevereiro de 2012 | 1.00                |
| Dan se sente honrado quando descobre que a Brigada dos Direitos do Cidadão irá apresentar alguns trechos de “Inside”, seu livro. Blair tenta provar que as suspeitas de Serena estão erradas a fim de salvar a sua amizade. Fora de NY, Ivy acaba colidindo seu caminho com os Van der Woodsens. |              |                                                                     |                  |                      |                         |                     |
| 104 | 17           | "The Princess Dowry" "(O Dote da Princesa)"                         | Andrew McCarthy  | Jake Coburn          | 27 de fevereiro de 2012 | 1.11                |
| Blair acha que Cyrus descobriu um furo no contrato pré-nupcial. Chuck e Georgina se juntam em uma armação, mas isso tem um resultado inesperado... Enquanto isso, uma crise familiar traz William van der Woodsen de volta ao Upper East Side. |              |                                                                     |                  |                      |                         |                     |
| 105 | 18           | "Con Heir" "(Herdeira Ladra)"                                       | Joe Lazarov      | Annemarie Navar-Gill | 2 de abril de 2012      | 0.97                |
| Chuck convida Jack para agradecê-lo por salvar a sua vida, mas a visita não ocorre como o planejado. Blair e Dan querem consumar sua nova relação, mas um obstáculo inesperado aparece. Enquanto isso, Ivy se alia a William na sua tentativa de ser aceita no Upper East Side, e Nate tem esperanças que um novo investidor salve o seu jornal. |              |                                                                     |                  |                      |                         |                     |
| 106 | 19           | "It Girl, Interrupted" "(Garota It Interrompida)"                   | Omar Madha       | Amanda Lasher        | 9 de abril de 2012      | 0.98                |
| Serena decide que ela está pronta para abandonar o centro das atenções e se prepara para fazer uma relutante Lola a próxima "It Girl" do Upper East Side, começando como Modelo de Lingerie no evento da Kiki de Montparnasse. Enquanto isso, Chuck procura Blair para conselhos sobre seu passado, e Diana Payne retorna para o "The Spectator" e começa uma luta de poder com Nate. |              |                                                                     |                  |                      |                         |                     |
| 107 | 20           | "Salon of the Dead" "(Festa Morta)"                                 | Norman Buckley   | Natalie Krinsky      | 16 de abril de 2012     | 1.06                |
| Para comemorar que são oficialmente um casal, Blair e Dan fazem uma festa em um glamouroso salão temático britânico, incluindo convidados como Julian Tepper e Gribbon Jenna (fundadores do clube Oracle). Lola tem a audição de sua vida, mas Gossip Girl pode ter outros planos para a mais recente "It Girl" do Upper East Side. Enquanto isso, Lily e Rufus discordam sobre a melhor maneira de lidar com a situação de Ivy. Serena e Diana lidam com segredos que ambas preferem que permaneçam em segredo. |              |                                                                     |                  |                      |                         |                     |
| 108 | 21           | "Despicable B" "(Blair Desprezível)"                                | David Warren     | Austin Winsberg      | 23 de abril de 2012     | 0.99                |
| Blair sente como se seu status de Upper East Side estivesse acabando e elabora um plano para garantir que isso não aconteça. Enquanto isso, Lily faz uma reunião de família, incluindo William, Carol e Lola em uma tentativa de provar que a família Van der Woodsen é tão unida como sempre foi. Finalmente, Nate descobre o passado de Diana e fica surpreendido pelo que ele descobre. |              |                                                                     |                  |                      |                         |                     |
| 109 | 22           | "Raiders of the Lost Art" "(Caçadores da Arte Perdida)"             | Bart Wenrich     | Jake Coburn          | 30 de abril de 2012     | 1.02                |
| Chuck, Nate, Blair, Serena e Lola se unem para descobrir um segredo explosivo entre Diana e Jack. Enquanto isso, Dan consegue uma bolsa de prestígio em Roma durante o verão. |              |                                                                     |                  |                      |                         |                     |
| 110 | 23           | "The Fugitives" "(Os Fugitivos)"                                    | Andy Wolk        | Matt Whitney         | 7 de maio de 2012       | 0.83                |
| Blair pede que Serena finja ser ela em um encontro importante, quando ela descobre que precisa estar em dois lugares ao mesmo tempo. Enquanto isso, Ivy e Lola unem forças para ajudar Chuck em uma vingança pessoal e Nate toma uma decisão sobre o seu futuro com Diana Payne. |              |                                                                     |                  |                      |                         |                     |
| 111 | 24           | "The Return of the Ring" "(O Retorno do Anel)"                      | J. Miller Tobin  | Sara Goodman         | 14 de maio de 2012      | 1.14                |
| Quando a Gossip Girl vai atrás de Blair como nunca fez antes, Serena admite que possa ter tido um importante papel, sem querer, no mais recente pesadelo de Blair. Enquanto isso, Nate convida Lola para morar com ele, e Lily deve tomar uma grande decisão sobre o futuro de seu casamento. Georgina Sparks retorna nesse episódio causando grandes conflitos. No final do episódio, Blair vai tomar uma decisão entre os dois homens de sua vida... ela vai escolher Chuck ou Dan? |              |                                                                     |                  |                      |                         |                     |

## Produção
As filmagens da temporada começaram em 7 de julho de 2011. Em 3 de agosto, The CW encomendou dois episódios adicionais, totalizando 24 episódios para esta temporada.

### Elenco
Blake Lively, Leighton Meester, Penn Badgley, Chace Crawford e Ed Westwick todos retornam em seus personagens como Serena, Blair, Dan, Nate e Chuck, respectivamente. Kaylee DeFer foi promovida a personagem regular, enquanto Taylor Momsen e Jessica Szohr foram convidadas para fazer aparições especiais. Kelly Rutherfor e Matthew Settle também retornam em seus personagens, como Lily Humphrey e Rufus Humphrey, respectivamente.
Em 6 de abril de 2011, foi anunciado que a estrela da série 10 Things I Hate About You, Ethan Peck aparecerá como uma estrela convidada. Peck fez sua estréia no final da quarta temporada e estava em negociações com os produtores para aparecer como um personagem recorrente na quinta temporada. Peck mais tarde filmou cenas da série junto com Lively. A atriz e modelo francesa Roxane Mesquida interpretou Beatrice, irmã de Louis e a inimiga de Blair em um papel recorrente nesta temporada. A atriz Elizabeth Hurley interpretou a jornalista Diana Payne que esteve em vários episódios da temporada, seu personagem foi descrito como sexy, inteligente e auto-suficiente, que manipula todo mundo para seguir o seu jogo". O ator da série Lost, Marc Menard, vai se juntou ao elenco em um papel recorrente em potencial interpretando o padre Cavalia, um padre bonito de Mônaco que presidirá o casamento de Blair. Brian J. Smith foi escolhido como um possível interesse amoroso por Serena. Connor Paolo, que era regular na série Revenge da ABC, não retornaria na série em seu papel como Eric van der Woodsen dizendo, "Terminei. Na vida você nunca deve ver para trás, apenas para frente". Em 16 de agosto de 2011, a revista Elle entrevistou Taylor Momsen, afirmando que ele havia renunciado a série para se concentrar totalmente em sua carreira musical. A atriz e dublê Zoë Bell apareceu no primeiro episódio da temporada. New York Magazine notou a aparição do escritor Jay McInerney, que repete seu personagem como Jeremiah Harris. Aaron Tveit, que anteriormente apareceu como primo de Nate, Trip Vanderbilt na terceira temporada de Gossip Girl, retornou a série para repetir seu personagem.
Michelle Trachtenberg repetiu sua personagem Georgina Sparks, que sua apareceu no final da quarta temporada. Sua primeira aparição será foi no centésimo episódio da série.

## Lançamento
Com a mudança para as 20h00, a The CW cobrava US$ 50.304 por um espaço promocional de 30 segundos antes da quinta temporada começar a ser exibida.

### Ratings
A temporada foi vista por 1,37 milhões de televisores e a pontuação média de 7 anos entre adultos de 19-49 anos, mostrando queda de 0,3 versus o da temporada anterior. O episódio 12 teve o menor público com 1,11 milhões de telespectadores.